# 切·格瓦拉

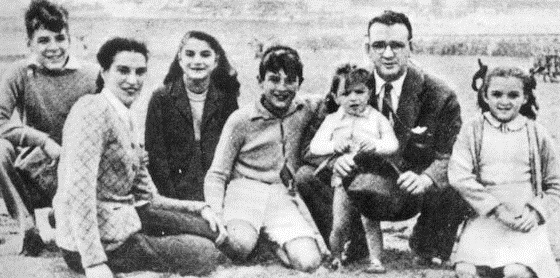
约1944年，十几岁的埃内斯托（左）与家人的合影。从左到右依次为：塞莉亚（母亲），塞莉亚（姐姐），罗伯托，胡安·马丁，埃内斯托（父亲）和安娜·玛丽亚。

埃内斯托·“切”·格瓦拉（西班牙語：Ernesto "Che" Guevara；1928年6月14日—1967年10月9日），昵称切（或），出生于阿根廷羅薩里奧，是古巴革命的核心人物之一，國際共产主义革命家、軍事理論家、醫生、作家、游擊隊领袖。
身為年輕的醫學系學生，格瓦拉带着一腔熱情騎上摩托车，遊歷整個拉丁美洲，並因親眼目睹貧窮的無所不在而深感震撼。他在這些旅行中的所見所聞，使他斷定各地根深蒂固的社會不平等是國家壟斷資本主義、新殖民主義與帝國主義的結果，唯一的補救方法便是進行世界革命。這個信仰激勵他介入瓜地馬拉在總統哈科沃·阿本斯·古斯曼統治下的社會改革；阿本斯最終于1954年瓜地馬拉政變，在美國中情局暗中策動下被推翻，結束瓜地馬拉當時不同凡響的社会变革。後來，格瓦拉在墨西哥城先后結識勞爾·卡斯特罗與菲德爾·卡斯特罗，加入他們的七二六運動，懷抱推翻親美的獨裁者富爾亨西奧·巴蒂斯塔的理想，乘着格拉瑪號登陆古巴。
格瓦拉不久便在起義军中嶄露頭角，晉升至少校司令，並在反对巴蒂斯塔独裁政權的游擊战争中扮演關鍵的角色。1959年古巴革命成功後，他被授予古巴公民身份。格瓦拉在古巴革命政府扮演重要角色，包括再审戰犯和处决战犯、以工業部長身份主持土地改革、擔任國家銀行主席、古巴革命武装力量教导主任、古巴社会主义革命统一党中央政治局委员之職，並以宣揚古巴社會主義的外交家之名橫越地球。而格瓦拉所訓練的民兵部隊也在豬灣入侵中擊退美国雇佣军，並為古巴帶來蘇聯核武彈道飛彈，其隨後在1962年引發古巴飛彈危機。另外，他也是文筆鋒利、創作豐富的作家與日記作者，著有影響深遠的军事理论著作《游击战》，及關於他年轻时漫游美洲的旅行日记《摩托日记》。格瓦拉於1965年離開古巴，到剛果民主共和國、玻利维亚进行反对帝国主义的游击战争。
他离开古巴的原因有不同的解释，主流观点认为他是自願離开古巴继续革命，也有少数看法称他是被迫离开，因为卡斯特罗与切·格瓦拉在对中苏交恶的看法上存在分歧。總之，他離開职务后便依序前往非洲剛果民主共和國及玻利維亞進行革命，前者最終失敗，而格瓦拉到玻利維亞後，被當地由美國中央情報局協助的軍隊逮捕，並遭處決。自哲·格瓦拉死後，他的肖像已成為反主流文化的普遍象徵和全球流行文化的標誌，同時他本人也成为国际共产主义运动的英雄和世界左翼運動的象徵，被称为“红色罗宾汉”“共产主义的堂吉诃德”“拉丁美洲的加里波第”“完美的人”“浪漫冒险家”“人间耶稣”。
格瓦拉常現身於傳記、回憶錄、文章、紀錄片、歌曲及電影的題材，其共同想像普遍呈現兩極化，有理想主義色彩的人會認為他是為变革而生的戰士，主流保守派則認為他只是不顧一切的魯莽反抗者。《時代》雜誌將格瓦拉選入二十世紀百大影響力人物，並登上阿尔韦托·科尔达為他拍攝、命名為《英勇的游擊隊員》的照片，被美譽為「世上最知名的照片」。

## 早年
切·格瓦拉出生于阿根廷罗萨里奥，拥有巴斯克、西班牙和爱尔兰血统，是家中的长子。他出生证明上的日期是1928年6月14日，但一些资料认为他实际上出生于5月14日。他的出生证明被故意修改，以掩饰他母亲在结婚时已怀孕的事实。切·格瓦拉的父亲埃内斯托·格瓦拉·林奇是西班牙巴斯克裔的格瓦拉家族与爱尔兰裔的林奇家族的后代，格瓦拉家族在西班牙殖民时代来到阿根廷:6，并与其他人一同建立门多萨。林奇家族更是一个声誉卓著的家族，其祖先帕特里克·林奇1715年出生于爱尔兰，后经西班牙转辗来到阿根廷，在18世纪末，他已成为巴拉那河地区的总督。在胡安·曼努埃尔·德·罗萨斯独裁统治期间，格瓦拉家族和林奇家族都曾流亡美国加利福尼亚，切·格瓦拉的祖父母罗伯托·格瓦拉和安娜·林奇·奥尔蒂斯便出生于那里，在两个家族都回到阿根廷后两人结婚，并生下切·格瓦拉的父亲:7-12。切·格瓦拉的母亲塞莉亚·德拉塞尔纳的家族也是贵族，同族的约瑟·德拉塞尔纳曾是西班牙最后一任驻秘鲁总督:13-14。切·格瓦拉的父母于1927年结婚，两人在米西奥内斯省开办一家马黛茶园，而后迁往罗萨里奥筹建工厂，切·格瓦拉便在那里出生:15-16。切·格瓦拉本人是在阿根廷的格瓦拉家族的第12代，林奇家族的第7代，德拉塞尔纳家族的第8代:5。
切·格瓦拉父亲在传记《我的儿子切》中写到：
|  | （1930年）5月的一个早晨，寒风呼啸，我的妻子带着我们的小埃内斯托去游泳。中午时分，我去俱乐部找他们，准备和他们一起去吃午饭，这时我发现，孩子穿着一身湿漉漉的游泳衣，已经冻得直打哆嗦。塞莉亚却还一个劲地在游泳。她不是个有经验的母亲，根本没有意识到现在已是冬天，天气变化对这样一个脆弱的孩子来说，该有多危险。 |

从此切·格瓦拉便患上严重的哮喘病。受这个有着一定左翼思想的上层家庭（尤其是作为阿根廷共产党成员的姨父母）的影响，切·格瓦拉从小便对政治十分热衷。虽然患有哮喘，但切·格瓦拉十分热爱体育运动。1948年，他进入布宜诺斯艾利斯大学学习医学，并于1953年3月完成学业。

### 遊歷

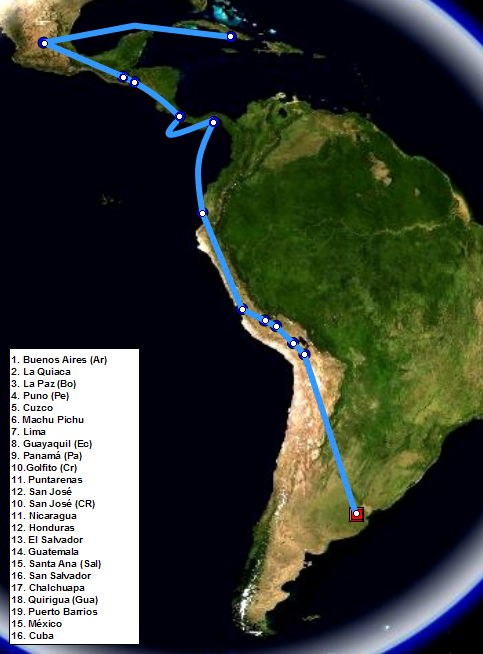
格瓦拉在拉丁美洲的旅遊路線

學生時期的切·格瓦拉时常利用假期在拉丁美洲周遊。1950年1、2月暑假时，他遊歷阿根廷北部的12个省，走过约4000多公里的路程。1951年，他在自己的好友药剂师阿爾貝托·格拉納多的建议下，决定休学1年环遊整个南美洲。他们的交通工具是一辆1939年产的诺顿摩托车。他们于1951年12月29日出发，决定的线路为：沿着安第斯山脉穿越整个南美洲，经阿根廷、智利、秘鲁、哥伦比亚，到达委内瑞拉。在旅途中，他们的摩托车坏掉。切·格瓦拉还在秘鲁的一个麻风病人村当几个月的义工。
在这次旅行中，切·格瓦拉开始真正了解拉丁美洲的贫穷与苦难，他的国际主义思想也在这次旅行中渐渐定型，他开始认为拉美各个独立的国家其实是一个拥有共同的文化和经济利益的整体，倘若革命则需要国际合作。离家8个月后，1952年9月，切·格瓦拉乘飞机回到阿根廷，全家人都去机场迎接他。在他此时的一篇日记中他写到：
|  | 写下这些日记的人，在重新踏上阿根廷的土地时，就已经死去。我，已经不再是我。 |

切·格瓦拉在这次旅行中所写的日记后来被成册出版，巴西导演瓦尔特·萨列斯根据该日记拍摄的电影《摩托日记》于2004年上映。切·格瓦拉开始拼命复习，在1953年6月1日，他正式成为医生。他本可成为一位受人尊敬的医生，可是，这次旅行彻底改变了切·格瓦拉。

## 踏上危地馬拉
由于当时庇隆政府在阿根廷实行独裁统治，担心儿子被征用做军医的母亲让格瓦拉逃离阿根廷。1953年7月7日，格瓦拉开始他的第二次拉美之旅。在玻利维亚经历一次革命之后，格瓦拉从厄瓜多爾前往危地马拉。途经哥斯達黎加时，这个当时拉美唯一的民主国家深深打动格瓦拉。
1953年12月24日，格瓦拉到达危地马拉。当时危地马拉正处于年轻的左翼总统阿本斯的领导下，进行着一系列改革，尤其是土地改革，矛头直指美国联合果品公司。在危地马拉，他和一些危地马拉劳动党成员结为朋友，并得到他知名的绰号（Che），“切”是一个西班牙语的感叹词，在阿根廷和南美的一些地区被广泛使用，是人打招呼和表示惊讶的常用语，也有“朋友”的意思，其他西班牙語系國家的人喜歡暱稱阿根廷人為“切”，是“兄弟”的意思。
1954年3月28日，美国中央情报局在洪都拉斯建立一支由危地马拉右翼军官阿马斯领导的雇佣军。阿本斯政权很快被推翻，阿马斯成为危地马拉总统，开始对左翼人士进行残酷镇压，几个月之内约9000人被捕或杀害。从此，格瓦拉坚定自己的共产主义信仰，认为共产主义是解决目前拉美种种困难的唯一途径。随后，他前往墨西哥避难，并在此结识流亡的古巴革命者劳尔·卡斯特罗。不久，劳尔·卡斯特罗又将他引荐给自己的哥哥、七二六运动领导人菲德尔·卡斯特罗。

## 古巴革命

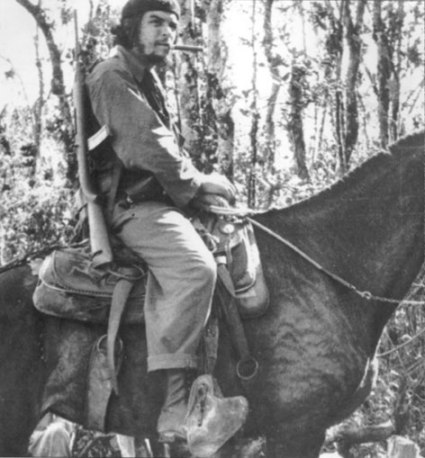
1958年11月的切·格瓦拉

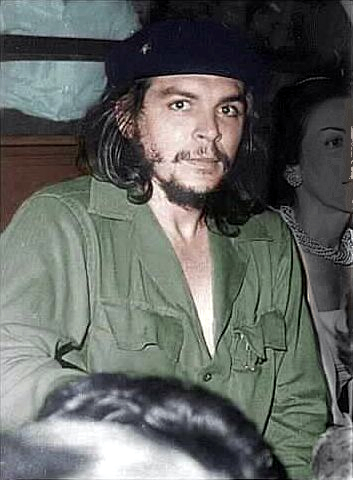
1959年6月2日的切·格瓦拉

1955年，格瓦拉與菲德爾·卡斯楚在墨西哥城相遇，当时菲德爾·卡斯楚與勞爾·卡斯楚兄弟正为重返古巴进行武装斗争并推翻巴蒂斯塔独裁政权而进行准备。格瓦拉迅速加入了卡斯特罗组织的名为“七二六运动”（以一次失败的武装起义：蒙卡达事件的日期命名）的军事组织。1956年11月25日，“七二六运动”的82名战士挤在“格拉玛号”小游艇上，从墨西哥韦拉克鲁斯州的图斯潘出发，驶向古巴。
1956年12月2日，比计划推迟了两天，他们在古巴南部的奥连特省的一片沼泽地登陆，遭到巴蒂斯塔的军队的伏击，只有20人左右在这次伏击中幸存。格瓦拉，作为军队的医生，在一次战斗中，当面前一个是药箱，另一个是子弹箱时，他扛起了子弹箱。从这一刻开始，格瓦拉彻底从医生转变为一名战士。
剩余的游击队战士，在马埃斯特腊山中安顿下来，并使革命队伍逐渐壮大，得到了一些农民及工人的支持。在战斗中，格瓦拉憑著超人的勇气及毅力、出色的战斗技巧和对敌人冷酷无情而得到了越来越多人的赏识，包括卡斯特罗。他很快成为了卡斯特罗最得力和信赖的助手。到1958年初游击队员约有280人，在经历了一系列战斗之后，到12月27日，革命军拥有了8000平方公里土地和50万公民支持。1958年12月28日—1959年1月1日，格瓦拉率领340名游击队员击败3900名政府军士兵，取得圣克拉拉战役的胜利。1959年1月2日，革命军成功占领古巴首都哈瓦那，巴蒂斯塔出逃。这段经历后被格瓦拉写入于1963年出版的《古巴革命战争回忆录》。

## 古巴任职

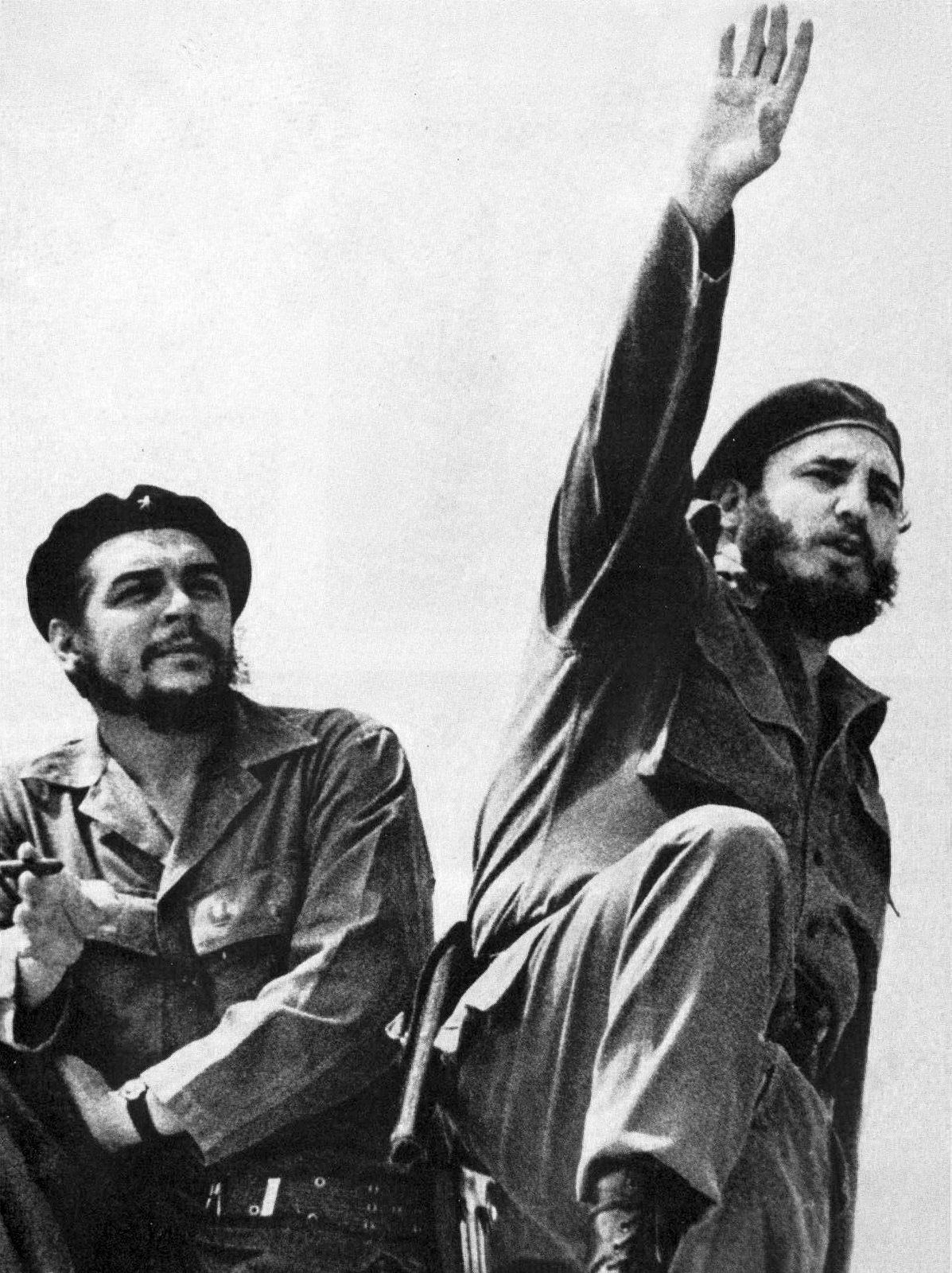
1961年的切·格瓦拉和菲德尔·卡斯特罗

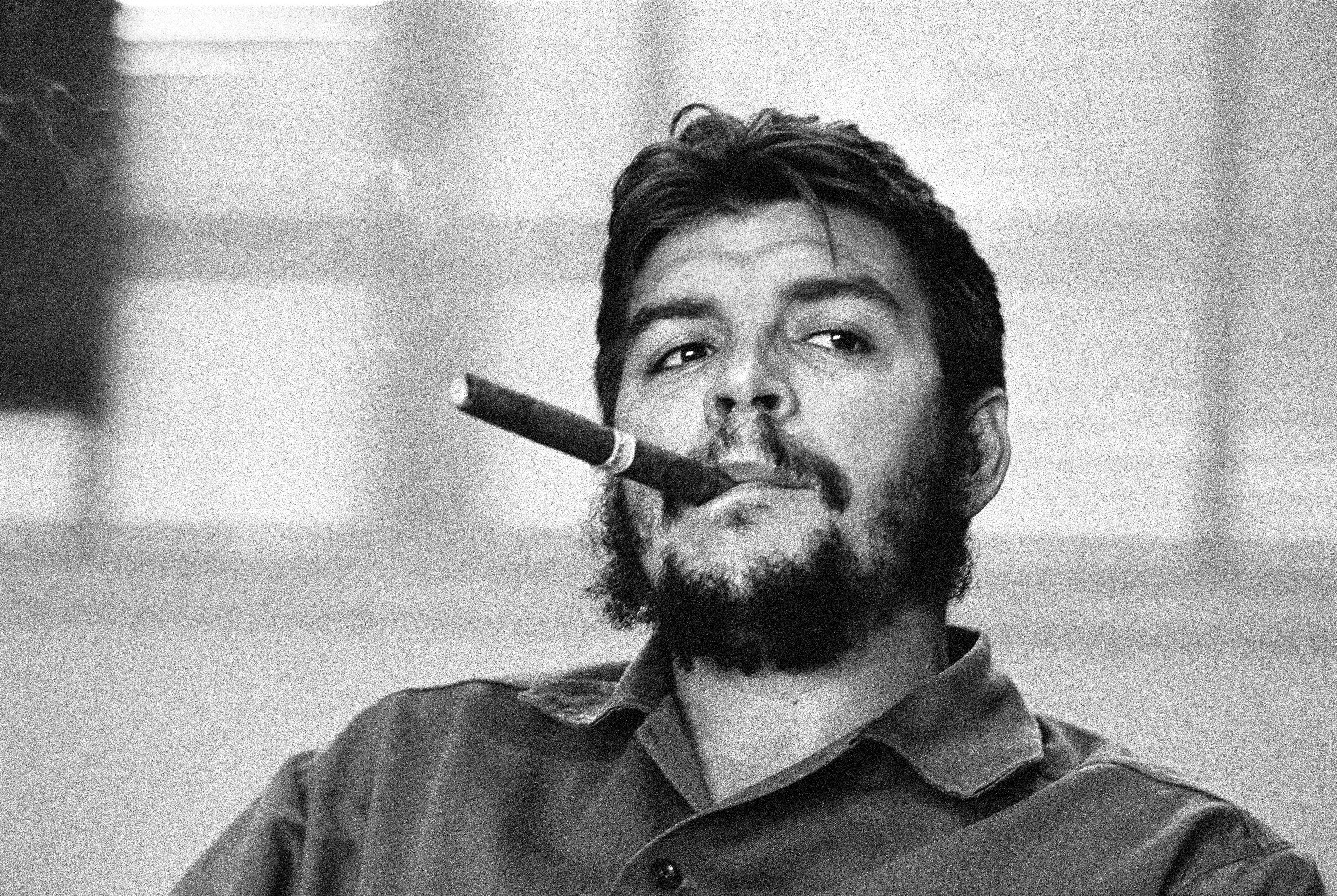
任古巴工業部長時的切·格瓦拉，1963年

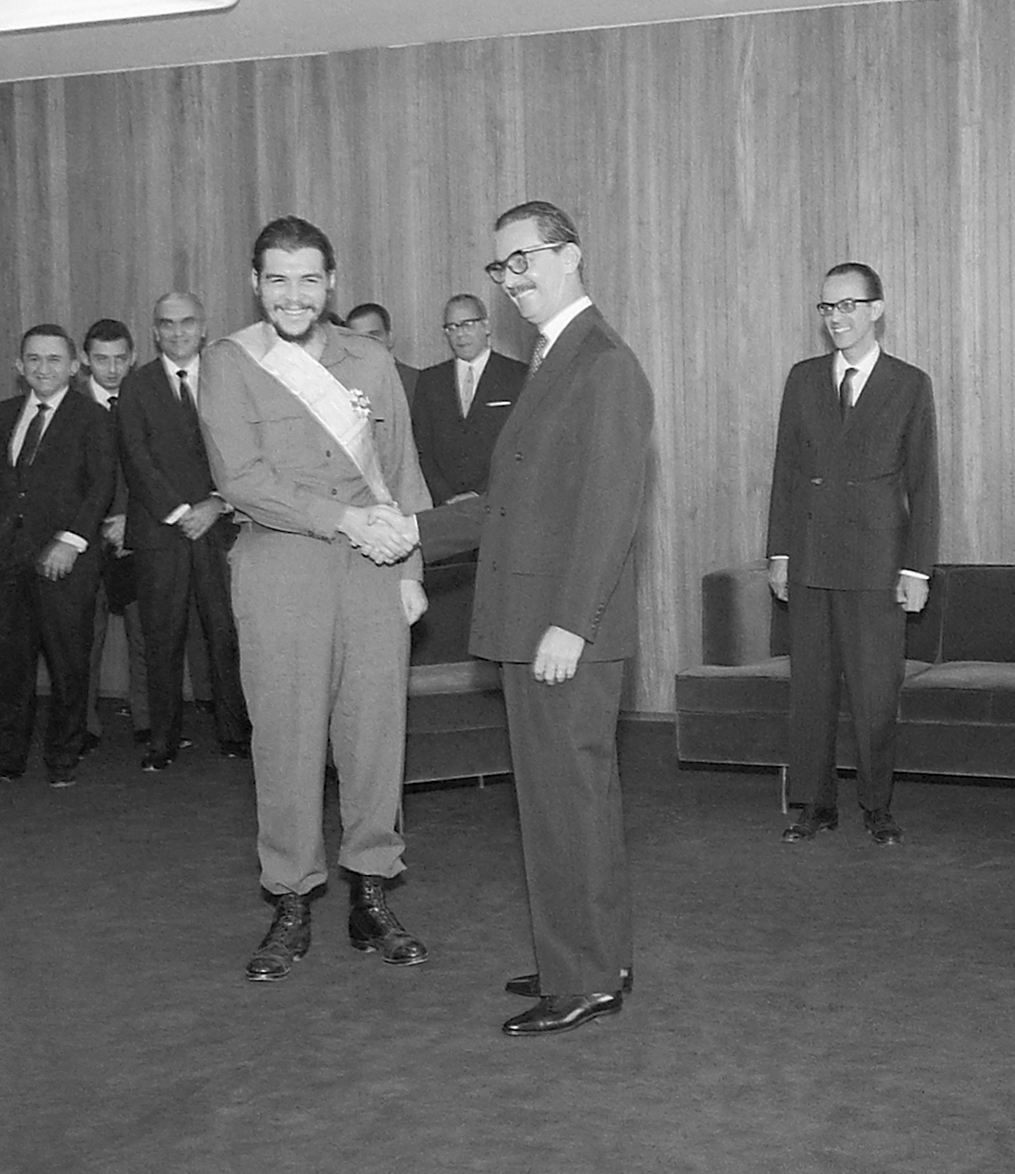
巴西總統雅尼奥·奎德罗斯于1961年在爭議声中将南十字勳章颁发给切·格瓦拉。巴西國家檔案館。

战争结束后，古巴新政府成立並授予格瓦拉“古巴公民”的身份。1959年5月22日，格瓦拉同自己的第一任秘鲁裔妻子伊尔达·加德亚离婚，他们唯一的女儿伊尔达由格瓦拉抚养。6月，格瓦拉同参与了古巴革命且与自己志同道合的阿莱达·马奇结婚，之后他们共育有4个子女。
首先，格瓦拉被任命为卡瓦尼亚要塞军事监狱的检察长，负责对巴蒂斯塔时代的战犯（主要是政客和警察）进行审問和处理，一些资料认为格瓦拉一共刑决了156人，但一般推测，人数应该高达600人。1959年10月，并不懂经济学的格瓦拉被总理菲德尔·卡斯特罗任命为国家银行总裁，开始对古巴经济体系进行社会主义改造，将企业收归国有，并实行了土地改革。1961年，格瓦拉又被卡斯特罗任命为工业部长。
格瓦拉帮助卡斯特罗在古巴建立了社会主义制度，在古巴遭到美国经济封锁后，格瓦拉与苏联签定了贸易协定。在这段时间内，他也因为其对美国的强硬态度而逐渐于西方闻名。在古巴导弹危机中，他是1962年赴莫斯科谈判的古巴代表团的成员之一，并最终签署了苏联在古巴部署核武器的计划。格瓦拉认为，安置苏联的导弹将捍卫古巴独立，使古巴免于遭受美国的侵略。
1964年12月，格瓦拉代表古巴出席第19次联合国大会，之后相继访问了阿尔及利亚、刚果民主共和国等8个非洲国家和中华人民共和国。当1965年3月14日回到古巴后，他与卡斯特罗在诸如对苏关系、援助第三世界革命等问题上的分歧日趋严重。不久他辞去了自己的职务，在给卡斯特罗写的告别信中：“他对单一的苏联模式感到不解和失望，对社会主义的前途感到忧虑，因为他发现不少的革命者都是在豪华的汽车裡、在漂亮的女秘书的怀抱裡丧失了往日的锐气。所以，为保持革命者的完美形象，他只能选择战斗，选择一个凤凰涅槃式的壮美结局”，为防止个人行为对古巴的不利，放弃了古巴公民身份。4月1日他乘飞机离开了古巴，前往刚果。
在古巴担任高官期间，格瓦拉抵制官僚主义，生活节俭，并且拒绝给自己增加薪水。他从没上过夜总会，没有看过电影，也没去过海滩。一次在苏联一位官员家裡做客时，当那位官员拿出極昂贵的瓷器餐具来招待格瓦拉时，格瓦拉对主人说：“真是讽刺，我这个土包子怎么配使用这么高级的餐具？”同时格瓦拉周末还积极参加义务劳动，比如在甘蔗地或工厂裡劳动。

## 出走剛果
世界的另外一些地方需要我去献出我微薄的力量。由于你担负着古巴领导的重任，我可以去做你不能去做的工作。我们分别的时候到了。
你要知道，我此刻的心情是悲喜交集：在这里，我留下了我作为一个创业者的最美好的希望，留下了我最亲爱的人⋯⋯留下了把我当作一个儿子看待的人民；这使我内心深感痛苦。我将把这些东西带到新的战场上去，即你灌输给我的信念、我的人民的革命精神和履行我最神圣的天职的心情：哪里有帝国主义，就在哪里同它斗争；这一切足以鼓舞人心，治愈任何创伤。

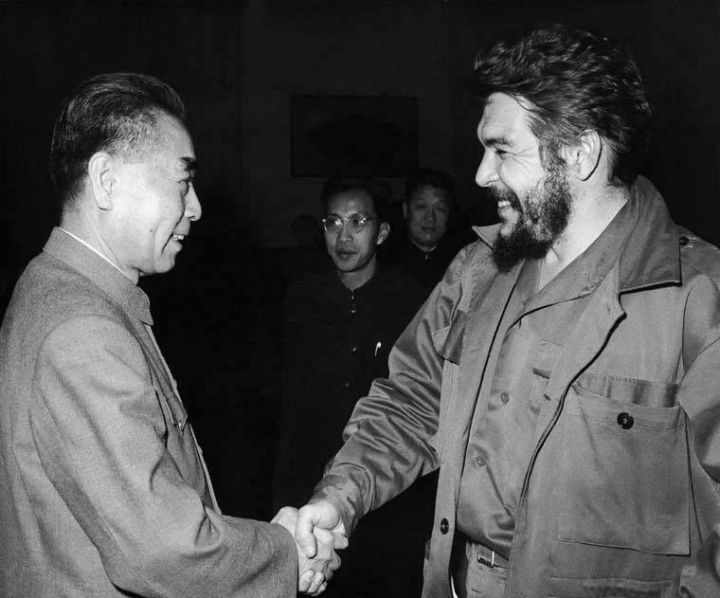
1965年2月，切·格瓦拉访问中国，会见中国总理周恩来。

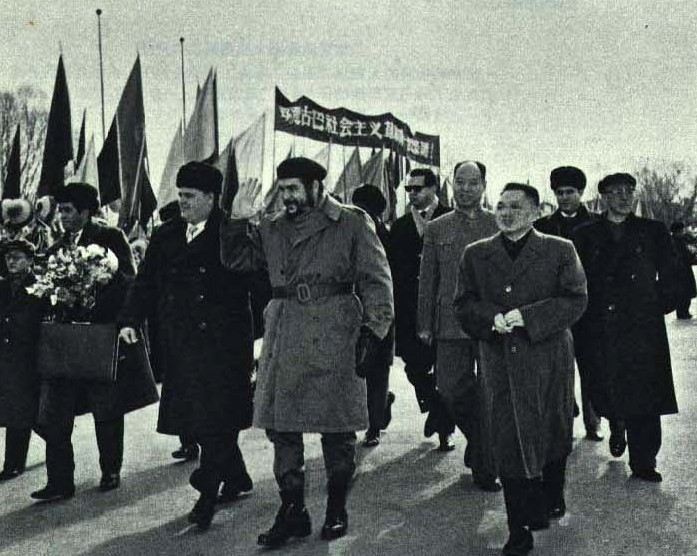
1965年，切·格瓦拉访问中国，邓小平接见。

1965年4月23日，格瓦拉从坦桑尼亚穿越坦噶尼喀湖，前往刚果。一些资料指出，在之前他同卡斯楚的一次秘密会谈中，格瓦拉说服了卡斯楚支持这次行动。在最初他得到了当时刚果游击队领导人洛朗-德西雷·卡比拉的协助，但不久格瓦拉拒绝了他的帮助，认为其是完全无意义的，并写到：“没有什么能让我相信他是一个现在的人”。
格瓦拉向刚果起义军队传授游击战术，他的计划是利用刚果坦噶尼喀湖西岸的解放区作为基地，训练刚果及周边国家的革命武装。此时格瓦拉已经37岁，而且并没有受過正規軍事訓練的經驗（他的哮喘使他免于在阿根廷服兵役），他的战斗经验大都来自古巴革命。
與剛果政府軍一道的美國中情局人員，此時正全程監控格瓦拉部隊的對外通信，以便于在格瓦拉的游擊隊來襲前能先發制人、截斷其補給線。格瓦拉在此役所期許的是能夠向當地的辛巴人灌輸古巴共產主义革命思想及游擊戰術，將他們訓練成一批驍勇善戰的游擊隊。事後格瓦拉在他的《剛果日記》裡回憶，當地人組織起來的烏合之眾愚笨、漫無紀律、內部紛爭不休是導致這次起義失敗的主要原因。同年，在非洲叢林吃足了7個月的苦頭之後，病弱的格瓦拉沮喪地與他剩存的古巴戰友離開剛果（有6個伙伴沒能活著離開）。格瓦拉一度考慮將受傷士兵送回古巴，自己留在剛果叢林裡戰到最後一刻，用生命為革命豎立典範。不過，在幾次徘徊後，格瓦拉经不住同志們勸說，同他們一起逃離了刚果。
離開剛果的格瓦拉並沒有因此回到他熟悉的古巴。在卡斯楚公佈的格瓦拉道別信裡，格瓦拉宣称他將切斷與古巴的一切聯繫，投身於世界其他角落的革命運動。為此，格瓦拉深覺在道義上他不应回古巴。接下來的六個月裡，格瓦拉極其低調的遊走於坦桑尼亚首都达累斯萨拉姆、布拉格以及東德。這段時期，格瓦拉除了記載他在剛果的經過外，還開始起草兩本書，準備對經濟學及哲學加以論述。在卡斯楚获悉格瓦拉的下落後，極力要求他的老同志回到古巴。格瓦拉则明确地聲明，除非是為了在拉丁美洲國家进行革命活动，因地利之便，他會在絕對機密的情況下回到古巴進行籌備工作外，他將不再踏上這片土地。

## 玻利維亞游击战
1966年至1967年間，格瓦拉開始在玻利維亞帶領游擊隊員進行革命活動。當地的玻利维亚共产党成员購買了尼阿卡瓦苏的密林地區移交給格瓦拉用作訓練區域。格瓦拉及其古巴伴隨亦編改了一些游擊隊員軍隊方式。格瓦拉的组织大约有50名游擊隊員，命名为“民族解放军”（史称“尼阿卡瓦苏游击队”），有著精良裝備。早期他们在險峻的卡米里山區與玻利維亞政府军作戰取得了不少胜利，然而在9月，政府军卻設法消滅两個游擊隊小組，并殺害了一名游擊隊領導人。
玻利維亞總統雷内·巴里恩托斯得知格瓦拉的存在後，扬言要殺死他。他下令玻利維亞軍隊四處搜尋格瓦拉和他的追隨者。希望帶起革命的格瓦拉對玻利維亞的錯誤判斷令他後來慘敗。他只準備應付國家軍政府及其訓練和裝備皆差的軍隊，但卻沒有顧慮到玻利維亞身後的美國。
當美國政府得知他的革命活動地點後，很快便派出了中央情报局人員進入玻利維亞幫助其政府剿滅游擊隊。因為美國的援助，玻利維亞軍隊由美國陸軍特種部隊顧問訓練，當中更包括了一支以應付叢林戰而組織的別動隊。而格瓦拉在游擊當中卻得不到地方分離分子及玻利維亞共產黨的預期協助。這時，用來與古巴聯絡的兩台短波發射機損壞令他無法寄發消息到哈瓦那，游擊隊員用來為從哈瓦那發出的短波解碼的錄音機亦在渡河中亦丟失了，這令格瓦拉完全地被隔離。格瓦拉一廂情願的革命最終不但沒有得到人民甚至玻利維亞共產黨的支持反而使民心倒向政府一方，玻利維亞政府的軍事行動在美國的援助之下節節勝利，令格瓦拉的形勢顯得十分不妙。

## 处决死亡
1967年10月在玻利維亞拉伊格拉，格瓦拉游擊隊中的一個逃兵向玻利維亞特種部隊透露了格瓦拉游擊隊的營地。10月8日，當格瓦拉在拉伊格拉附近帶領巡邏，特種部隊包圍了營地並且捉住了他。他在他的腿受傷後投降。他被捕獲時身份仍然不為人所知。當巴里恩托斯知道他被擒馬上命令處死他。格瓦拉被囚在一個破落的校舍一夜，后被审问，但其拒絕回答任何问题。其中，审讯者问，你现在在想什么？格瓦拉回答：“我在想，革命是不朽的。”
9日下午，他手被綁在板上，被一個抽中籤的玻利維亞軍隊中陸軍中士马里奥·特兰射殺。有人認為那個中士是向格瓦拉的面和喉頭開槍；而受到廣泛認同的說法則是，他開槍射擊格瓦拉的雙腿，令他的面孔完整以便證明身份，並假裝是作戰的創傷以隱瞞他被槍斃的事實。子弹首先击中了格瓦拉的手臂和腿部，他痛苦地倒地，并咬住他的一个手腕以避免因痛苦而大喊，特兰随后开枪多次，于下午1点10分打中了格瓦拉的胸部，这是致命的一枪。格瓦拉一共被射中9枪。5次射中腿部，1次射中右肩和手臂，1次射中胸部，最后1枪射中喉部。切·格瓦拉在他的死亡之前曾向那中士說過：「我知道你要在這裡殺我。開槍吧！懦夫，你只不過是殺了一個人」。他的屍體被直昇機送到了一個地方醫院和展示予傳媒。那時被拍攝照片成為了一個傳奇，很多人頌揚他為聖人。在一名軍醫切斷了他的手之後，玻利維亞的陸軍將校將格瓦拉的屍首轉運去一個秘密地方，並拒絕透露他的遺骸是否已被掩埋或火化。
然而負責處死切·格瓦拉的马里奥·特兰于2007年接受古巴醫生提供的免費醫療而治好白內障重見光明，諷刺的是這次免費醫療是切·格瓦拉生前所推廣的，其透露他槍殺切·格瓦拉時先打腿部和腹部，然後本身也是醫師的切·格瓦拉仍忍痛自己指著胸口要他射擊，十分英勇。
在玻利維亞搜捕切·格瓦拉的中央情報局情報部門長官菲利克斯·罗德里格斯在聽說切·格瓦拉捕獲的消息後將消息在南美各國中央情报局駐地传播後才傳回至中央情报局總部，將他的死訊公布天下這做法，最主要的目的便是令游擊隊放棄幻想。在處決後，罗德里格斯還窃取了切·格瓦拉的勞力士手錶和幾樣私人物品，在往後日子裏經常驕傲地展示在記者面前。
其他游擊隊員被拘捕后也被審問，其中有一位年輕的法國馬克思主義作家、卡斯特罗的親密朋友雷吉斯·德布雷。1967年4月，政府勢力逮捕了德布雷，並且指責他與游擊隊合作。德布雷聲稱他只是記者，並且透露切·格瓦拉早期神奇消失的幾年是去帶領游擊隊。玻利維亞在10月上旬開始對德布雷的審判，在當時成為了一個國際事件。當局在10月11日正式報告了切·格瓦拉在10月9日被殺。10月15日卡斯特罗宣告古巴全國哀悼三天。切·格瓦拉之死被認為代表了當時社會主義革命運動思想遍及至拉丁美洲和其他第三世界國家。
1997年，切·格瓦拉的無手身體骸骨在巴耶格兰德被掘出，由DNA辨認吻合，並運返古巴。在1997年10月17日，他的遺體以頂級軍事榮譽安葬在聖克拉拉，以紀念他在三十九年前率军贏取了聖克拉拉古巴革命的決戰。

## 玻利維亞日記
玻利維亞日記記述了游擊隊在玻利維亞革命活動。第一篇日記寫於1966年11月7日，是他到來之後在尼阿卡瓦苏農場寫的，最後一篇寫於1967年10月7日，是他被擒的前一天。日記敘述了游擊隊怎樣開始運作以及被政府軍發現，解釋切·格瓦拉怎樣決定劃分二個縱隊但隨後無法重建聯繫，並且描述他們的整體失敗。它記錄了切·格瓦拉和玻利維亞共產黨总书记马里奥·蒙赫之間的不和導致切·格瓦拉游擊隊士兵比最初期望少。日記上敘述了切·格瓦拉游擊隊因語言障礙問題而難以由地方民眾招募新兵。革命活動亦隨著切·格瓦拉身體不適而式微。他的哮喘在死前曾經大幅惡化。
玻利維亞日記由《Ramparts》雜誌翻譯後在世界上流通。他的革命挚友，時任古巴总理菲德尔·卡斯特罗亦曾介入翻譯。

## 在流行文化中

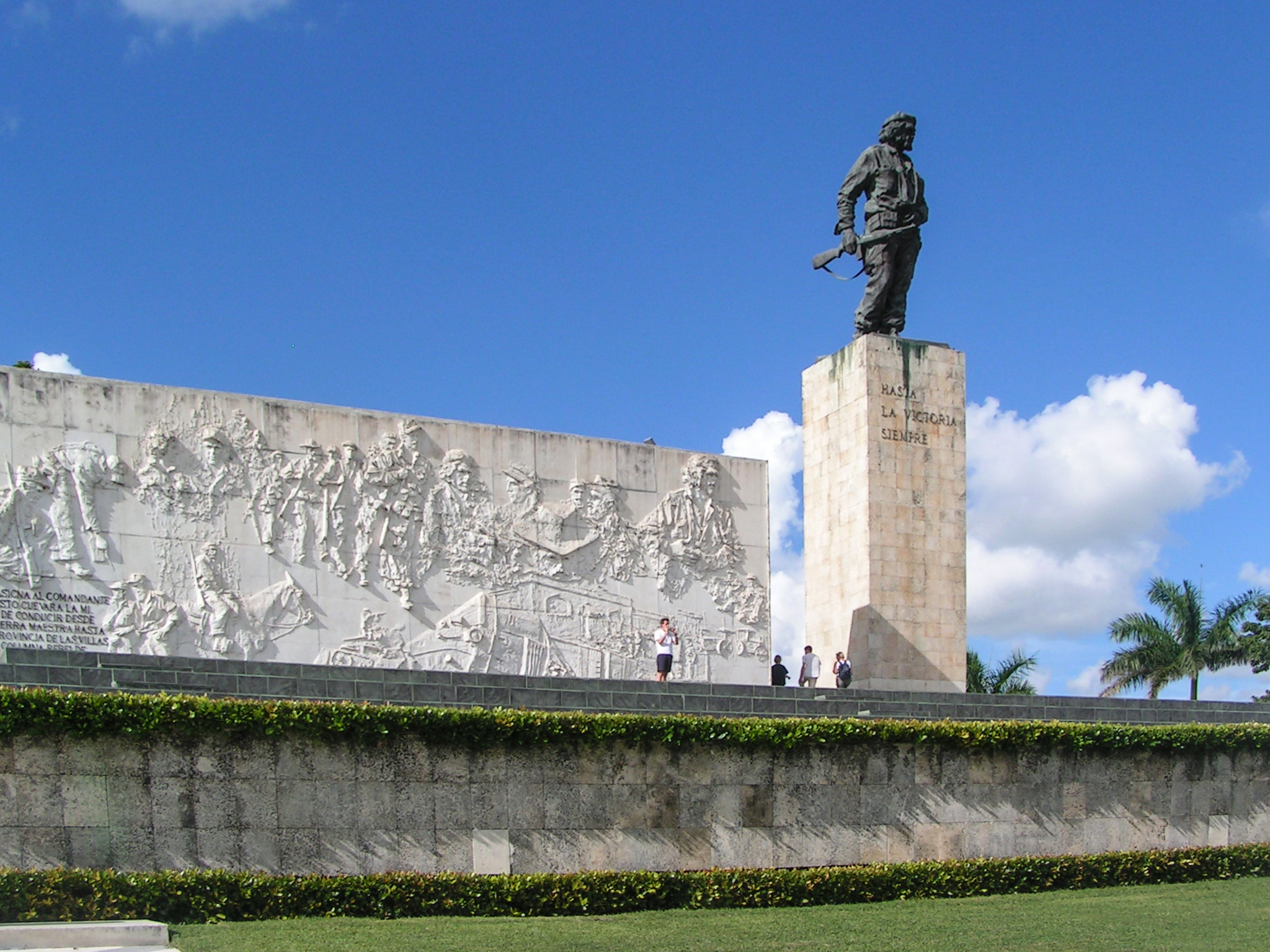
切·格瓦拉陵墓和纪念碑

切·格瓦拉死后，随着他的尸体的照片的传播，切·格瓦拉的事迹也开始广泛为人所知。全球范围内发生了抗议将其杀害的示威，同时出现了许多颂扬他，和记录他生平以及死亡的文学作品。即便是一些对切·格瓦拉的共产主义理想嗤之以鼻的自由人士也对其自我牺牲精神表达了由衷的钦佩。他之所以被广大西方年青人与其他革命者区别对待，原因就在于他为了全世界的革命事业而毅然放弃舒适的家境。当他在古巴大权在握时，他又为了自己的理想放弃了高官厚禄，重返革命战场，并战斗直至牺牲。
特别是在60年代晚期，在中东和西方的年轻人中，他成为一个公众偶像化的革命的象征和左翼政治理想的代名词。阿尔贝托·科尔达在1960年为切·格瓦拉拍摄的相片《英勇的游擊隊員》迅速成为20世纪最知名的图片之一而；这幅切·格瓦拉的人像，也被简化并复制成为许多商品（比如T恤衫、海报和棒球帽）上的图案。切·格瓦拉的声望甚至延伸到了舞台上，在蒂姆·懒斯和安德魯·洛伊·韋伯的音乐剧《贝隆夫人》中他成为了旁白者。该音乐剧讲述了切·格瓦拉由于胡安·贝隆的受贿和专制，而对贝隆夫人和她的丈夫感到失望。这个旁白者的角色是虚构的，因为切·格瓦拉与贝隆夫人并不是同一时代的人物，而且他一生中唯一一次与埃娃·贝隆有关的事情是他在孩童时代曾经给贝隆夫人写过信，信中向贝隆夫人索取一辆吉普车。
切·格瓦拉的遗体，同其他六个一同在玻利维亚战斗的同志的遗体一道，于1997年被安置在圣克拉拉的切·格瓦拉陵墓。该陵墓位于古巴圣克拉拉，2004年，大约205832人参观了切·格瓦拉的陵墓，其中127597人是外国人，包括来自美国、阿根廷、加拿大、英国、德国、意大利等国的游客。该处陈列了切·格瓦拉写给卡斯特罗的道别信（信中，切·格瓦拉宣称他将切断与古巴的一切联系，投身于世界其他角落的革命运动）的原稿。
法國哲學家让-保罗·萨特稱許切·格瓦拉是“我們時代的最完整的人”，切·格瓦拉的支持者认为，切·格瓦拉被证明是继拉美独立运动的领导者西蒙·玻利瓦尔之后，拉丁美洲最伟大的思想家和革命家。

## “圣埃内斯托”
切·格瓦拉几乎是从被处决那一刻之后就被人神化成了圣人一般的人物。为切·格瓦拉清理尸体的玻利维亚护士苏珊娜·奥西纳伽（Susana Osinaga）日后曾回忆当地人都惊讶的发现死不瞑目的格瓦拉“就像耶稣一样，有着坚毅的眼睛、胡须、长髮”。《纽约客》记者乔恩·安德森（Jon Lee Anderson）在他的传记《切·格瓦拉：革命的一生》（Che Guevara: A Revolutionary Life）中也记录到当时这种“格瓦拉与耶稣神似”看法的传播速度之快，以至于虔诚天主教的当地妇女及医院修女纷纷前来收集格瓦拉的头发做护身符。墨西哥学者豪尔赫·卡斯塔涅达（Jorge G. Castañeda）在《同志：切·格瓦拉的生与死》（Compañero: The Life and Death of Che Guevara）中则描述格瓦拉死后“如基督一般的形象”看起来“就好像死去的格瓦拉在注视着杀他的凶手并宽恕了他们，同时俯视着世界宣示着为理想而死的他已经超脱了痛苦”。
切·格瓦拉死后11天，美国记者以撒多·史東通过比较指出格瓦拉“有着发红发卷的胡须，看起来就像法翁与主日学耶稣画像的结合”。德国画家/剧作家彼得·魏斯也指出死后照片中的格瓦拉就像“被从十字架上放下来的基督”。大卫·昆泽（David Kunzle）也在《切·格瓦拉：偶像、神话和启示》（Che Guevara: Icon, Myth, and Message）一书中把格瓦拉死前最后一张照片——被俘后双手捆绑于身前站立在CIA特工头目费雷克斯·罗德里格斯（Félix Rodríguez）旁边示众的照相，比喻成了基督教名画“瞧！这个人”（Ecce Homo，源于庞提乌斯·彼拉多对被双手捆绑、即将被钉上十字架的耶稣的称呼）中的情景。昆泽还进一步评论：“基督的事迹很容易在切（格瓦拉）的一生中找到相似点。两人都是医者——基督是用神迹治病，切则是受过（正规）培训的医生，而且即便在战斗中仍在济世。两人都对贫困人群的麻风病特殊关怀，就像《摩托日记》中描写的那样。像切一样，耶稣也是平等主义者，从少私有多共享这方面来说算得上是共产主义者，而他的徒弟们也被指示天下为公。两人都是严格的纪律信奉者，都主张他人离开家庭亲友和优势特权去加入他们，去牺牲舒适生活甚至自己的生命。”
1968年8月，同格瓦拉一同在玻利维亚被捕的法国学者雷吉斯·德布雷（Jules Régis Debray）在狱中接受美国《壁垒》（Ramparts）杂志记者玛琳·奈德尔（Marlene Nadle）采访时也做出了同样的比较，形容身为无神论者的格瓦拉是“没有超然信仰的神秘主义者、不信上帝的圣人”，并且评价：“切（格瓦拉）是现代的基督，但是我认为他的受难更残酷。2000年前的基督死时得以直面他的上帝，但是切却知道世上本无神，而且死后什么都留不下。”在电影《切·格瓦拉》中扮演格瓦拉本人的波多黎各演员本尼西奥·德尔·托罗（Benicio del Toro）声称：“我认为切（格瓦拉）有着毅力和品德……身体力行、与不公正斗争、为被压迫的人而战都对他感触很大。在某种方面就像耶稣一样——只不过耶稣会转过另一面脸（让人打），切则不会。”英国记者伊莎贝尔·希尔顿（Isabel Nancy Hilton）则在2007年《新政治家》（New Statesman）杂志中说道：“切（格瓦拉）的魅力是情感上的。他在玻利维亚相对年轻的身死把他塑造成了世俗的基督——背负世上的罪孽并为了受压迫者献出生命。他的记忆不朽于受压迫者之间，他的形象继续鼓舞着变革的希望和反抗的坚毅，没有被他失败所削弱，反而得到了增强。基督也在人间失败了，而像基督一样，切的死传达了通过鼓舞人心达到救赎的希望。”
格瓦拉死后30年，西方记者开始返回玻利维亚报导对格瓦拉的纪念活动，从而发现格瓦拉已经被当地农户供奉为“圣埃内斯托”（San Ernesto de La Higuera）。格瓦拉死后40年，记者则发现格瓦拉的画像经常被当地人与耶稣、圣母玛利亚和约翰保罗二世挂在一起。路透社专栏记者克里斯托弗·洛普（Christopher Roper）也注意到“在玻利维亚，切的尸体被和圣若翰洗者相提并论”。《洛杉矶时报》也报导许多当地乡下人遇到麻烦时会念着格瓦拉的名号祈祷，据说“百呼百应”，甚至有人声称有治愈残疾的功效。关于当地人对格瓦拉崇拜的消息于2006年被Isabel Santos制作成电影，并获得第五届国际人权电影节最佳短纪实片奖。英国《卫报》2007年报導，在Vallegrande镇用来把格瓦拉尸体向全球媒体示众的洗衣房如今已经变成了一处“朝圣地”，四周的墙壁上刻满了慕名而来的人留下的字句。在摆放格瓦拉尸体的桌子上方则被用大字刻上了“被怀念者永垂不朽”的标语。而在当地则有“切之诅咒”的传闻，原因是与格瓦拉之死有关的玻利维亚军政人员中已有六人凶死，其中雷内·巴里恩托斯（René Barrientos）总统死于直升机坠毁，而负责逮捕格瓦拉的格雷·普拉多（Gary Prado）将军则因为自己的枪枝走火击中脊柱致残。

## 批评
切·格瓦拉的反对者们认为切·格瓦拉执着于处死古巴革命的反对者，是不折不扣的劊子手，甚至指责其为“披著共產主義外衣的法西斯”。一些切·格瓦拉的著作被其反对者们视为证据，其中的一些被Alvaro Vargas Llosa（他的众多坚决反对者中的一个）所引用。比如，在切·格瓦拉的Message to the Tricontinental一文中，他写道：“仇恨是斗争的一个要素，对敌人刻骨的仇恨能够让一个人超越他的生理极限，成为一个有效率的，暴力的，有选择性的，冷血的杀戮机器”。
而对格瓦拉及格瓦拉主义的革命方式批评来自于已故中華人民共和国国务院总理周恩来，他在与时任中共中央对外联络部部长的耿飚的谈话中指出：格瓦拉是“盲动主义者”，他“脱离群众，不要党的领导”，在古巴获得偶然性胜利后没有认真进行总结，就跑出去盲目地推销经验。试图“不依靠长期坚持武装斗争，不建立农村根据地，不走以农村包围城市的道路，来逐步取得胜利”，而是“不管有无条件，以为只要放一把火就可以烧起来，这完全是冒险主义和拼命主义”，“主张到处点火。我们说“星星之火”是可以燎原的，但必须那个地方有了燎原之势，才能燎原。”

## 著作
- 《格瓦拉文选》，中文版1971复旦大学拉丁美洲研究室
- 《玻利维亚日记》，中文版2014上海译文出版社
- 《摩托日记——拉丁美洲游记》，中文版/2014江苏凤凰文艺出版社
- 《格瓦拉日记》，中文版/2016译林出版社

## 相关作品
- 《古巴战士》（ゲバラ，直译为“格瓦拉”），由日本SNK于1987年制作的街机动作射击游戏，1988年移植到任天堂红白机。该作以古巴革命为背景，玩家可以操作1P的切·格瓦拉和2P的菲德尔·卡斯特罗，最终目标是打倒富尔亨西奥·巴蒂斯塔。
- 《摩托日记》，主演：罗德里戈·戴拉·塞纳（Rodrigo De la Serna）、盖尔·加西亚·埃布尔纳（Gael Garcia Bernal）、米娅·梅斯特罗（Mia Maestro）。导演：沃尔特·萨雷斯（Walter Salles），2004年上映。
- 电影《切·格瓦拉》，导演：斯蒂芬·索德伯格，主演：本尼西奥·德尔·托罗，罗德里格·桑托罗（Rodrigo Santoro）。该片获得2008年第61届戛纳电影节最佳男主角奖（本尼西奥·德尔·托罗饰演切·格瓦拉），并获得金棕榈奖提名。
- 话剧《切·格瓦拉》，中国大陆剧作家张广天、黄纪苏创作的一部话剧，于2000年4月在北京首演。
- 《直到永远，指挥官》和《写给切的信》（Carta al Che）是最有影响的赞颂切·格瓦拉的歌曲，由古巴创作歌手卡洛斯·普埃布拉写成，其中对前者的翻唱更是跨越了国界和多种音乐风格，最流行的版本由法国歌手娜塔莉·卡东演唱。
- 台灣搖滾樂團五月天的歌曲《摩托車日記》歌詞跟切·格瓦拉有關聯，歌曲收錄在《為爱而生》。

## 參见
- 格瓦拉主義
- 英勇的游擊隊員
- 托马斯·桑卡拉
- 切·格瓦拉 (电影)
- 切·格瓦拉 (话剧)